# Coomalie Shire
Koordinaten: 12° 59′ S, 131° 2′ O

Das Coomalie Shire ist eine Local Government Area (LGA) im Northern Territory von Australien. Das Gebiet ist 2056 km² groß und hat etwa 1250 Einwohner.
Coomalie liegt am Top End des Northern Territory entlang des Stuart Highway, der von der Darwin in Richtung Süden führt. Der Darwin River Dam im Norden ist etwa 50 km, die Daly River Road entlang der Südgrenze etwa 120 km von der Hauptstadt an der Nordküste entfernt. Stadtteile und Ortschaften in der LGA sind: Adelaide River, Batchelor, Lake Bennett, Manton Dam und Rum Jungle. Der Verwaltungssitz liegt in Batchelor im Nordteil des Shires, wo etwa 370 Einwohner leben.
Im Norden des Shires befinden sich zwei Stauseen und die Manton Dam Recreation Area. Im Westen grenzt das Gebiet an den Litchfield National Park. Die älteste Ortschaft ist Adelaide River, die 1870 als Township benannt wurde und beim Bau der Eisenbahn- und Telegrafenlinie eine Rolle spielte. Batchelor entstand erst 1912, beide Ortschaften spielten im Zweiten Weltkrieg eine Rolle als Stützpunkte im Norden. Batchelor verfügt auch über einen eigenen Flugplatz, der in dieser Zeit ausgebaut wurde. Von 1949 bis 1971 wurde in der Rum-Jungle-Mine 5 km nordwestlich von Batchelor Uran abgebaut.

## Verwaltung
Der Coomalie Community Government Council hat 6 Mitglieder, die von den Bewohnern von drei Wards gewählt werden (je zwei aus den Wards Batchelor, Adelaide River und Coomalie Rural). Diese drei Bezirke sind unabhängig von den Ortschaften festgelegt.